# Des monstres et prodiges
Des monstres et prodiges d'Ambroise Paré est un ouvrage du XVIe siècle, initialement intitulé Des monstres tant terrestres que marins, avec leurs portraicts. Plus un petit traité des plaies faites aux parties nerveuses. Il s'agit du second volume d'un ensemble nommé Deux livres de chirurgie. La première édition date de 1573 et connaîtra des augmentations, grâce à d'autres observations et lectures, jusqu'en 1585. Dans ce traité illustré, le chirurgien barbier, devenu chirurgien de quatre Rois de France, recense les monstres qu'il a parfois lui-même observés et ceux tirés de ses nombreuses lectures.
La première édition définitive (celle de 1585) est contenue dans ses Œuvres complètes (1585) sous le titre Le Vingtcinquiesme Livre, traitant des Monstres & Prodiges.

## Genèse de l'ouvrage
La Renaissance, époque d’élargissement des sciences dû aux nombreuses découvertes antiques et scientifiques, marque le début des cabinets de curiosités. Ces lieux privés où sont entreposés divers objets de collection (antiquités, œuvres d’art, squelettes, animaux empaillés, etc.) vont se populariser parmi les nobles, les riches bourgeois et les savants. C’est dans cette veine, qu’Ambroise Paré écrit son livre Des monstres et des prodiges faisant à la fois part de ses découvertes personnelles mais aussi de celles de ses contemporains.

### Les premières éditions
Sa première publication date de 1573, à la suite du livre intitulé Deux livres de chirurgie, de la génération de l'homme, & manière d'extraire les enfans hors du ventre de la mère, ensemble ce qu'il faut faire pour la faire mieux, & plus tost accoucher, avec la cure de plusieurs maladies qui luy peuvent survenir. Dans ce second livre, il a «recueilli plusieurs monstres » afin que chacun «recognoisse la grandeur de nature, chambrière de ce grand Dieu». L’édition de 1575 similaire à celle de 1573 provoque la colère de la Faculté de Médecine de Paris, qui donne l’approbation pour la publication des ouvrages de médecine à cette époque. Celle-ci juge le livre nuisible aux bonnes mœurs et à l’Etat. Un procès a donc lieu qu'Ambroise a probablement gagné car l'ouvrage est toujours mis en vente. L’édition de 1579 est la plus augmentée : de nombreux animaux sont ajoutés tels que le toucan, la bête huspalim ou encore la girafe, venant de La Cosmographie Universelle d’André Thevet. Il y développe également les monstres célestes et augmente les chapitres consacrés aux monstruosités humaines. En 1582, Paré supprime par la suite un certain nombre de bêtes à corne (éléphant, sanglier marin, etc.) pour finalement les reprendre dans le Discours de la Momie et de la Licorne qu’il publie alors . Enfin, c'est dans la dernière édition (1585) qu'il y ajoute l’avant-dernier chapitre, long développement sur l’astronomie qu’il considère comme un savoir important pour le chirurgien et complète également les chapitres sur la démonologie grâce au livre de Jean Bodin :Demonomanie (1580).

### Les sources de l'auteur
Ambroise Paré cite lui-même ses nombreuses sources : des auteurs modernes, comme Pierre Boistuau et Conrad Lycosthènes, et des auteurs antiques, comme Hippocrate, Galien, Empédocle, Aristote et Pline l'Ancien.
Jean Céard distingue les trois sources principales de l'œuvre d'Ambroise Paré dans son introduction de l'édition de 1971 de Des monstres et prodiges :
- Histoires prodigieuses de Boaistuau et de Tesserant (1567)
- Cinq livres de l’imposture et tromperie des diables de Jean Wier (trad. 1567)
- Trois livres des apparitions des esprits de Ludwig Lavater (trad. 1571)[2]

Il s'inspire du premier pour développer les chapitres sur les monstruosités humaines et les monstres animaux et des deux autres pour les chapitres sur les démons et sorciers. Il utilise également d'autres auteurs contemporains pour compléter ses chapitres tels que Rondelet, Conrad Gessner, Thevet pour les monstres animaux ou encore Simon Goulart et Conrad Lycsosthenes. Outre les travaux de médecins et naturalistes, il décrit également dans son livre les témoignages indirects de proches et ses propres découvertes (il avait reçu les cadavres d'une autruche et d'un toucan appartenant au roi Charles IX)) qu'il authentifie en indiquant la date et le lieu de l'observation.
Malgré les nombreuses sources utilisées, Paré ne distingue pas les sources fiables des simples rumeurs. Les droits d'auteurs n'étant pas reconnu à l'époque, il recopie des passages entiers de ses sources sans pour autant les citer (il a souvent été accusé de plagiat) ou encore les vérifier. Michel Jeanneret dans la préface de l'édition de 2015 de Des monstres et prodiges ajoutent : « Au lieu d'exclure, Paré veut donc faire place à ce qui, même incertain, pourrait exister. Cette posture d'accueil répond aussi à une nécessité théologique : la conviction qu'à Dieu rien n'est impossible et que douter, ce serait l'enfermer dans les bornes de l'esprit humain. »

## Présentation
Dans une très courte préface, Ambroise Paré définit les monstres d'une façon très large et indéterminée. Ce sont « toutes choses qui apparaissent outre le cours de Nature » (il donne l'exemple d'un enfant qui nait avec deux têtes) comme les prodiges sont « choses qui viennent du tout contre Nature » (il donne l'exemple d'une femme donnant naissance à un serpent ou un chien).
Dans la suite de l'ouvrage, quelques cas de « monstres artificiels » sont présentés, il s'agit d'impostures et tromperies. Dans les monstres et prodiges, il englobe les démons et procédés magiques. Il mêle aussi monstruosité, rareté et exotisme, en traitant des animaux fabuleux, rares ou de contrées lointaines. Ainsi la baleine est un « grand monstre poisson » de par ses dimensions, comme l'autruche ou la girafe vues comme si extraordinaires, qu'elles deviennent monstres par l'étonnement naïf de ceux qui les découvrent. Il qualifie enfin de « monstres célestes » des phénomènes astronomiques, et de « choses monstrueuses » volcanisme et tremblements de terre, le plus monstrueux étant le volcanisme sous-marin « comme si grande quantité d'eau ne suffoquait le feu ».

### Composition de l'œuvre
Le traité est composé de trente-huit chapitres. Dans le premier, Ambroise Paré donne treize causes de l'apparition des monstres et prodiges. dont la neuvième, les maladies héréditaires ou accidentelles (« accidentales »). Les chapitres suivants sont des exemples de monstres et prodiges humains. Ces exemples sont à la fois empiriques, issus de ses propres observations et dissections, mais aussi tirés de croyances et histoires insolites. Les trois derniers chapitres présentent des exemples de monstres volatiles, terrestres et célestes.
Dans le chapitre 1, Ambroise Paré établit la liste des causes des monstres.
Du chapitre 2 au chapitre 33, il traite des treize causes une par une. Ainsi, dans les chapitres 2 et 3, l'auteur explique que certains monstres résultent de la puissance de Dieu ; dans les chapitres 4 à 8, il traite des cas de gémellité et autres déformations du corps humains, en donnant de multiples exemples. Dans le chapitre 9, l'auteur traite des cas de monstres créés par l'imagination. Dans les chapitres 10 à 12, il évoque des cas de « matrice » trop étroite ou endommagée. Dans les chapitres 13 et 14, l'auteur fait état des cas arrivés au moment de maladies. Dans les chapitres 15 et 16, il traite des pierres engendrées par le corps humain. Dans le chapitre 17, Paré parle des cas miraculeux de guérison. Dans le chapitre 18, l'ouvrage expose les cas où il y eut des monstres par piqûre ou pourriture. Dans le chapitre 19, l'œuvre traite des exemples de monstres créés par « mélange de semence ». Du chapitre 20 au chapitre 24, Ambroise Paré parle des différents cas d'impostures exercés par les gueux. Dans les chapitres 25 à 33, le traité évoque les cas de sorciers et démons.
Du chapitre 34 au chapitre 37, Des monstres et prodiges parle des cas d'animaux. Au chapitre 34, il est question des monstres marins. Au chapitre 35, il s'agit des monstres volatiles. Au chapitre 36, Ambroise Paré parle des monstres terrestres. Au chapitre 37, l'œuvre traite des monstres célestes.
Le dernier chapitre, le chapitre 38, s'attarde sur l'astronomie insistant sur l'harmonie du monde.

### Cohérence de l'œuvre
L'arrière-plan de la fin de la Renaissance plonge en outre le lecteur dans une époque de croyances ésotériques et de fascination pour les phénomènes surnaturels ou non explicables. Le monstre est l’œuvre d'une création divine toute puissante qui se joue des représentations humaines.
Il peut paraître étrange qu'Ambroise Paré mette sur le même plan les humains, les animaux et les étoiles, mais cela résulte tout d'abord de sa définition personnelle de « monstre », mais aussi de sa volonté de représenter la richesse et de la diversité du monde. Ainsi, il consigne dans ce livre tout ce qui échappe, selon lui, à la normalité. C'est pourquoi il rassemble les cas de maladies humaines avec les créatures mi-humaines mi animales, et avec les sorciers et les animaux exotiques comme les crocodiles ou les caméléons. Paré célèbre ainsi la puissance divine et rappelle au chirurgien qu'il existe une certaine harmonie du monde tout entier.

## Réception par la Faculté
Des monstres et prodiges, au moment de sa parution, a provoqué des polémiques et conduit l'auteur en justice. Beaucoup lui reproche le plagiat, à une époque où le droit d'auteur n'existe pas encore. Mais ce n'est pas le plus gros reproche que lui fait la Faculté de médecine. Celle-ci, depuis le décret de 1535, peut donner son approbation pour la publication des ouvrages de médecine. Ambroise Paré a publié son ouvrage sans les consulter, et cela n'est qu'un des problèmes.
La principale cause du mécontentement des médecins est la langue employée pour la rédaction du livre. En effet, Des monstres et prodiges est en français alors qu'au XVIe siècle tous les documents savants sont en latin. Par ce moyen, Ambroise Paré rend accessible son ouvrage à un plus grand public, provoquant la colère des médecins qui souhaitent garder leurs savoirs dans leur cercle.
Les chirurgiens, à cette époque, sont en train de s'émanciper de leur second rôle. Ils n'étaient que des exécutant agissant sous les ordres des médecins. Il est donc mal vu qu'un simple chirurgien publie un livre de savoirs médicaux en langue française, les rendant accessible à ses confrères.
C'est ainsi que l'Université juge cet ouvrage nuisible aux bonnes mœurs et à l’État. Paré est amené en procès. Il le gagne probablement car son livre continue à être publié ensuite.

## Notion de «monstre»

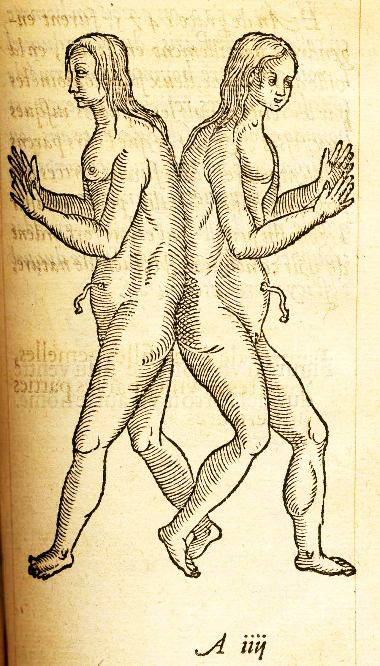
Figure de deux filles gémelles jointes par leur dos.

Au début de la préface, Paré avait écrit : « Monstres sont choses qui apparaissent outre cours de Nature ». Les monstres sont perçus comme des signes de divination. Il s’agit d’une forme extrême de la variété universelle. Des monstres peuvent se transformer en prodiges qui sont encore plus singuliers que les premiers. Porteur de messages venus d’en haut, le monstre révèle de l’art de la divination. Il peut témoigner « la gloire de Dieu ».

## Typologie des monstres
Des monstres et prodiges est un livre illustré avec soixante-dix-sept gravures sur bois, qui se compose de trente-huit chapitres. Le livre regroupe deux types de monstre :

### Monstres humains
Ce sont les apparentes anomalies qui portent sur le dérèglement pathologique. On a ainsi le portrait d’un monstre merveilleux ayant une corne à la tête, deux ailes et un seul pied semblable à celui d’un oiseau de proie, à la jointure du genou un œil, et participant de la nature de mâle et de femelle ; ou encore « des monstres qui naissent moitié de figure de bête, et l’autre humain », « un cochon ayant la tête et le visage d’homme, semblablement les mains et les pieds, et le reste comme un cochon ».

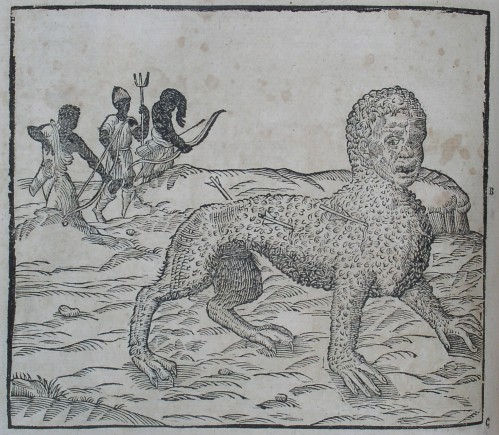
Figure de Huspalim

Pour Paré, un excès de semence mène à dédoubler les corps, comme dans la Figure de deux filles gemelles, jointes et unies par les parties posterieures.
Paré évoque aussi des portées de plusieurs enfants, non seulement des jumeaux mais aussi des enfants de deux sexes ou un couple de deux enfants androgynes étant joints dos à dos, l’un avec l’autre.

### Animaux fabuleux

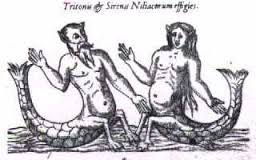
Portrait d’un Triton et d’une Sirène

L'ouvrage expose une série d’animaux exotiques dont les anatomies dérangent les classements reçus et qui répondent à la volonté d’ouvrir l’horizon des connaissances. Leurs apparences anomalies illustrent l’infinie créativité de Dieu et de la nature. Il s’agit  : de monstres terrestres comme une bête qui s’appelle Huspalim, « grosse et fort monstrueuse », ayant la peau rouge comme écarlate, la tête ronde comme une boule, les pieds ronds et plats sans ongles offensifs ; d'un caméléon africain, doué de propriétés merveilleuses ; de monstres volatiles comme dans le « Portrait de l’oiseau de paradis sans pieds habite en l’air haut, son bec et corps semblables à l’hirondelle, mais orné de diverses plumes. » ou le « Portrait de l’oiseau nommé Toucan » ; de monstres marins traités dans le long chapitre illustré, comme la « Figure d’un Poisson volant fort monstrueux », la « Figure d’une espèce de Baleine », la « Figure hideuse d’un Diable de mer » ou le « Portrait d’un Triton et d’une Sirène, vus sur le Nil » ; de monstres célestes perçus comme ceux qui représentent la grâce et le sortilège : « La mer est le prodigieux vivier qui peuple le ventre fécond de la mer, miroir de la terre et réserve inépuisable de vitalité ». Les deux derniers chapitres (37, 38) sont ceux du psalmiste qui évoque « la Baleine, horrible monstre et grand ».

### Éditions
- Deux livres de chirurgie. I. De la génération de l'homme, et manière d'extraire les enfants hors du ventre de la mère […]. II. Des monstres tant terrestres que marins, avec leurs portrais (sic). Plus un petit traité des plaies faites aux parties nerveuses, André Wechel, 1573.
- Les Œuvres de M. Ambroise Paré […]. Avec les figures et prortraicts tant de l'Anatomie que des instruments de Chirurgie, et de plusieurs Monstres. Le tout divisé en vingt six livres, Gabriel Buon, Paris, 1575. [rééd. 1579, 1585 et 1595. En ligne : http://www2.biusante.parisdescartes.fr/livanc/?cote=01709&do=chapitre ou https://gallica.bnf.fr/ark:/12148/bpt6k53757m/f4.image]
- Œuvres complètes, éd. Joseph François Malgaigne, J.-B. Baillière, Paris, 1840-1841, 3 vol. (Reprint : 3 vol., Genève, Slatkine, 1970.)
- Animaux, monstres et prodiges, éd. Claude Grégory, Le Club français du livre, Paris, 1954.
- Des monstres, des prodiges, des voyages, éd. Patrice Boussel, Livre Club du Libraire, Paris, 1964.
- Des monstres et prodiges, éd. Jean Céard, Genève, Droz, 1971.
- Des monstres et prodiges, éd. Gisèle Mathieu-Castellani, Genève, Slatkine, coll. « Fleuron », 1966.
- Des monstres et prodiges, éd. Michel Jeanneret, Paris, Gallimard, coll. Folio classique, 2015.

### Études
- Ambroise Paré (1510-1590). Pratique et écriture de la science à la Renaissance, actes du colloque de Pau, 6-7 mai 1999, éd. Évelyne Berriot-Salvadore, Champion, 2004.
- Alan W. Bates, Emblematic monsters : Unnatural Conceptions and Deformped Births in Early Modern Europe, Amsterdam, Rodopi, 2005.
- William J. Beck, « Michel de Montaigne et Ambroise Paré : leurs idées sur les monstres de la Renaissance », Nouvelles de la République des lettres, n°2, 1992, p. 7-37.
- Jean Céard, La Nature et les prodiges. L'insolite au XVIe siècle en France, Genève, Droz, 1977.
- Jean Touzot (dir.), Monstres et prodiges au temps de la Renaissance, éd. M.T. Jones-Davies, 1980.
- Paul Delaunay, Ambroise Paré naturaliste, Laval, Imprimerie Goupil, 1926.
- Wes Williams, Monsters and their Meanings in Early Modern Culture. Mighty Magic, Oxford, Oxford University Press, 2011.